# Dinan
Dinan község Franciaországban, Côtes-d’Armor megyében. Lakosainak száma 14 966 fő (2022. január 1.). Dinan Taden, Lanvallay, Quévert, Trélivan, Saint-Carné és Dinan községekkel határos.
Új községként 2018. január 1-jén jött létre, amikor a korábbi Dinannal Léhon korábbi község egyesült.

## Fekvése
Bretagne régióban, Dinardtól 22 km-rel délre, a Rance folyó mellett fekvő település.

## Leírása
Dinan városa a dinardi nyaralók kirándulóhelye. A magas fennsíkra épült város városfalainak barnásvörös vonala, a palatetők szürkéje a föléjük emelkedő templomtornyok csillogása, a folyóvölgyet 40 m-es magasságban átívelő viadukt festői látványt nyújt.  
A városba a kikötőből a 14. századból való Jerzuál-kapun át az azonos nevű macskaköves út vezet fel.
A középkori vár impozáns építmény, mely 1382-1387 között épült. Az angoloktól a várost a legendás du Guesclin szabadította meg egykor. Az 1320-1380 között élt francia hadvezér Bertrand du Guesclin lovag V. Károly hadainak főparancsnoka volt, vitézségéről Dinan főterén tett próbát. A nevét viselő téren, ahol ma lovasszobra áll, 1364-ben egy angol lovagot győzött le párviadalban.

## Galéria

Dinan, panoráma
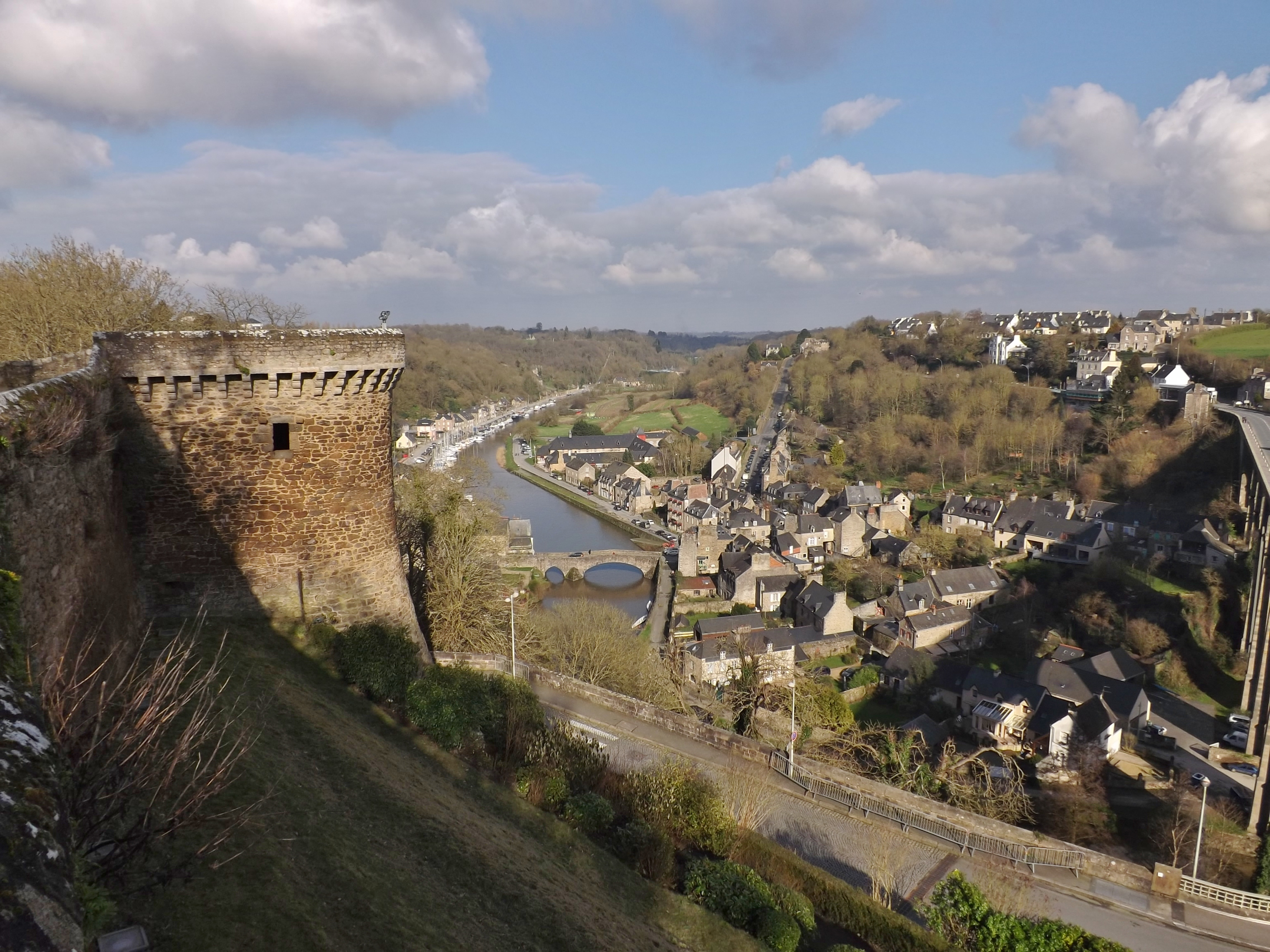
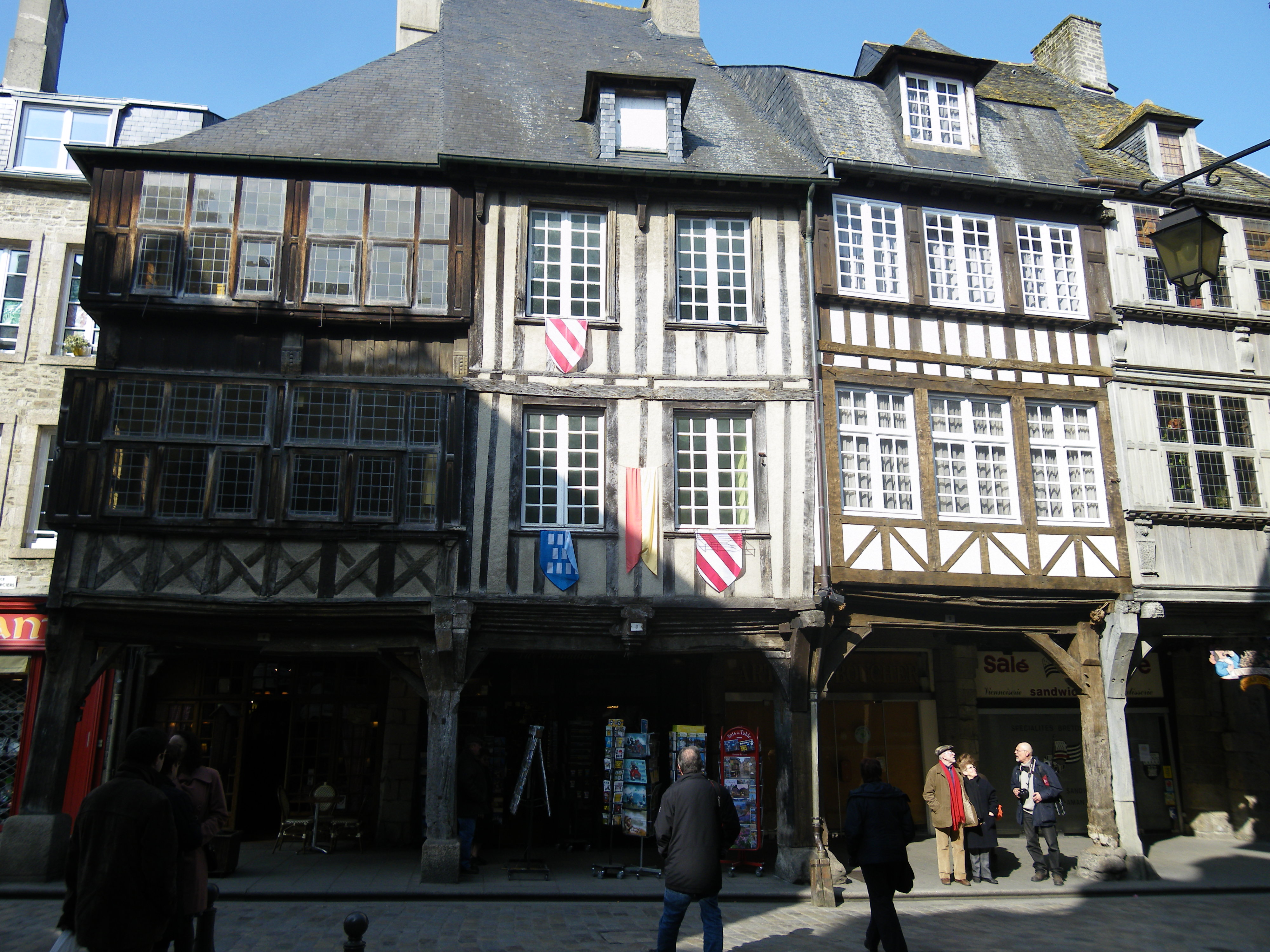
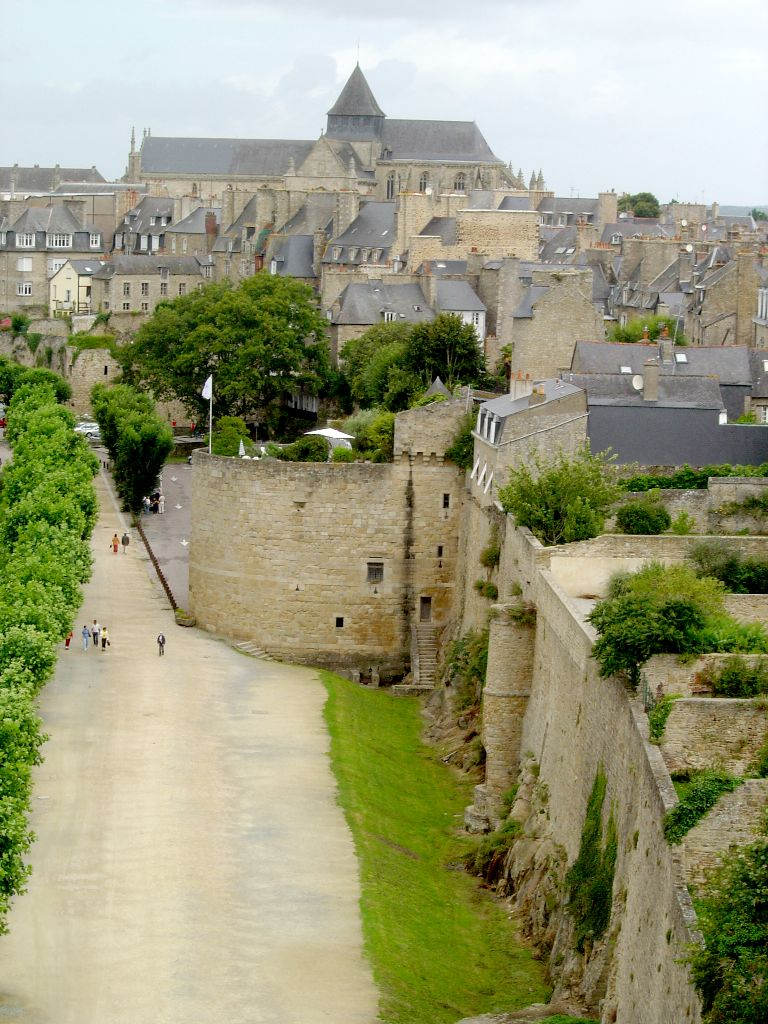
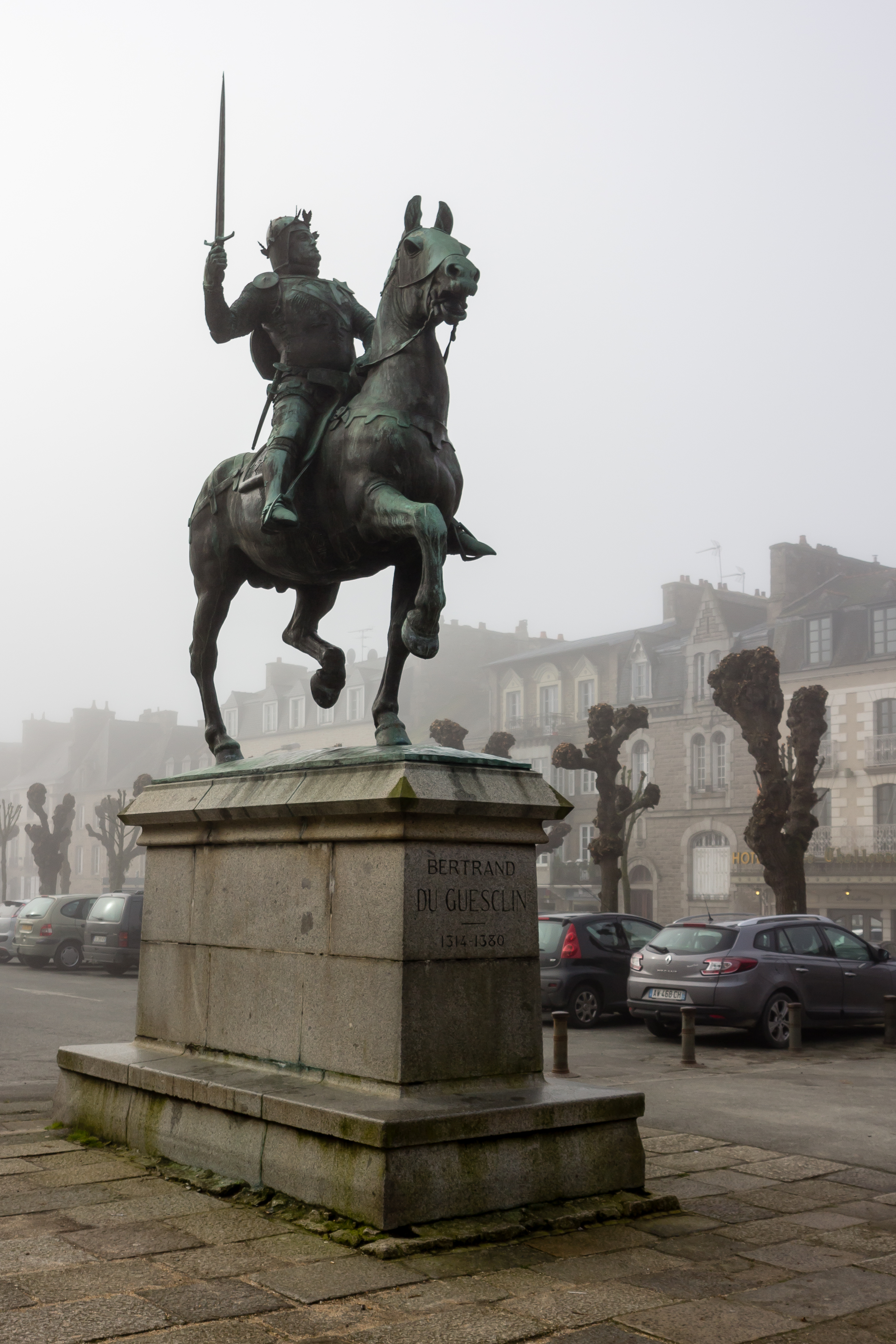
Bertrand du Guesclin lovag lovasszobra
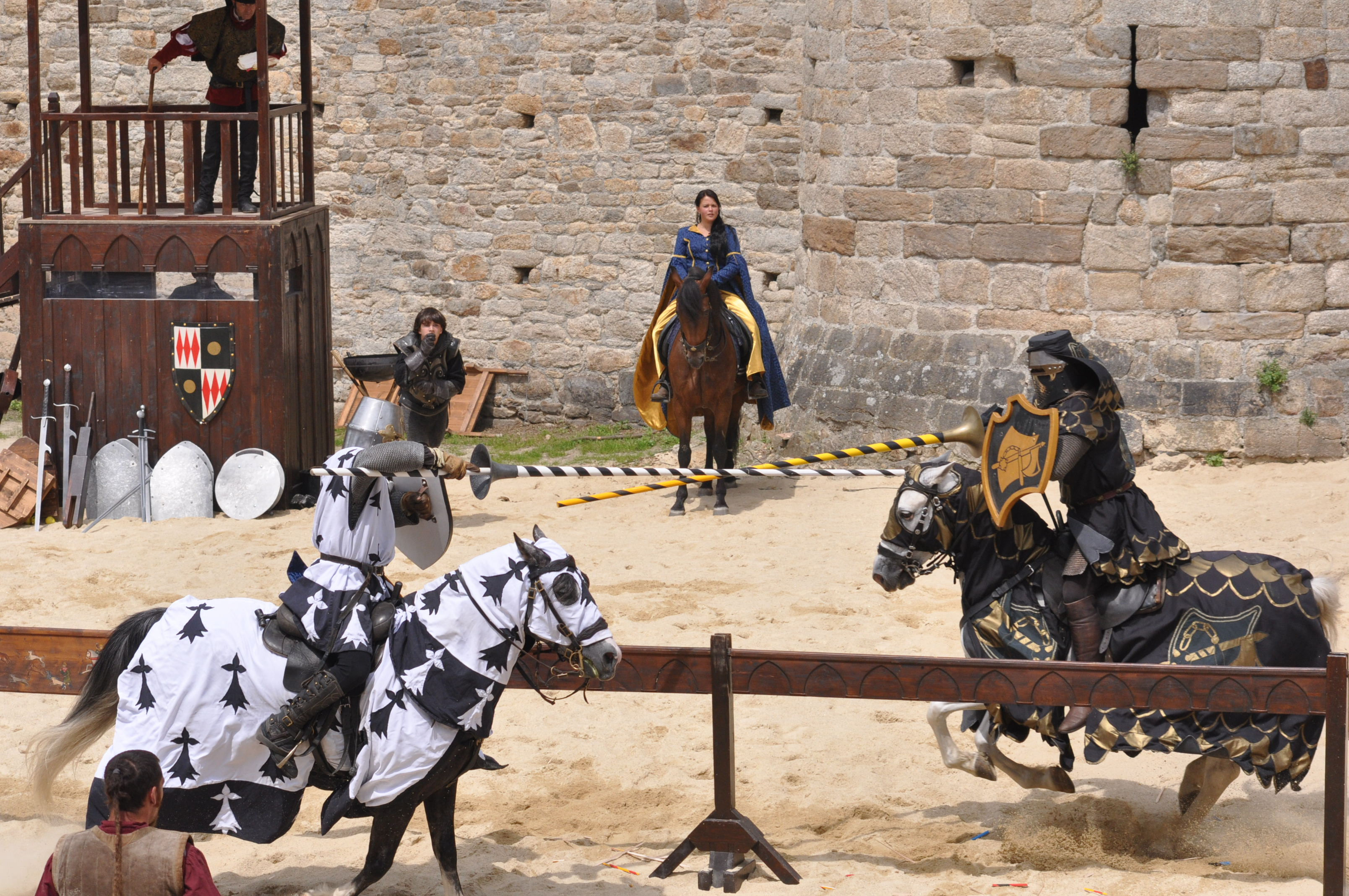
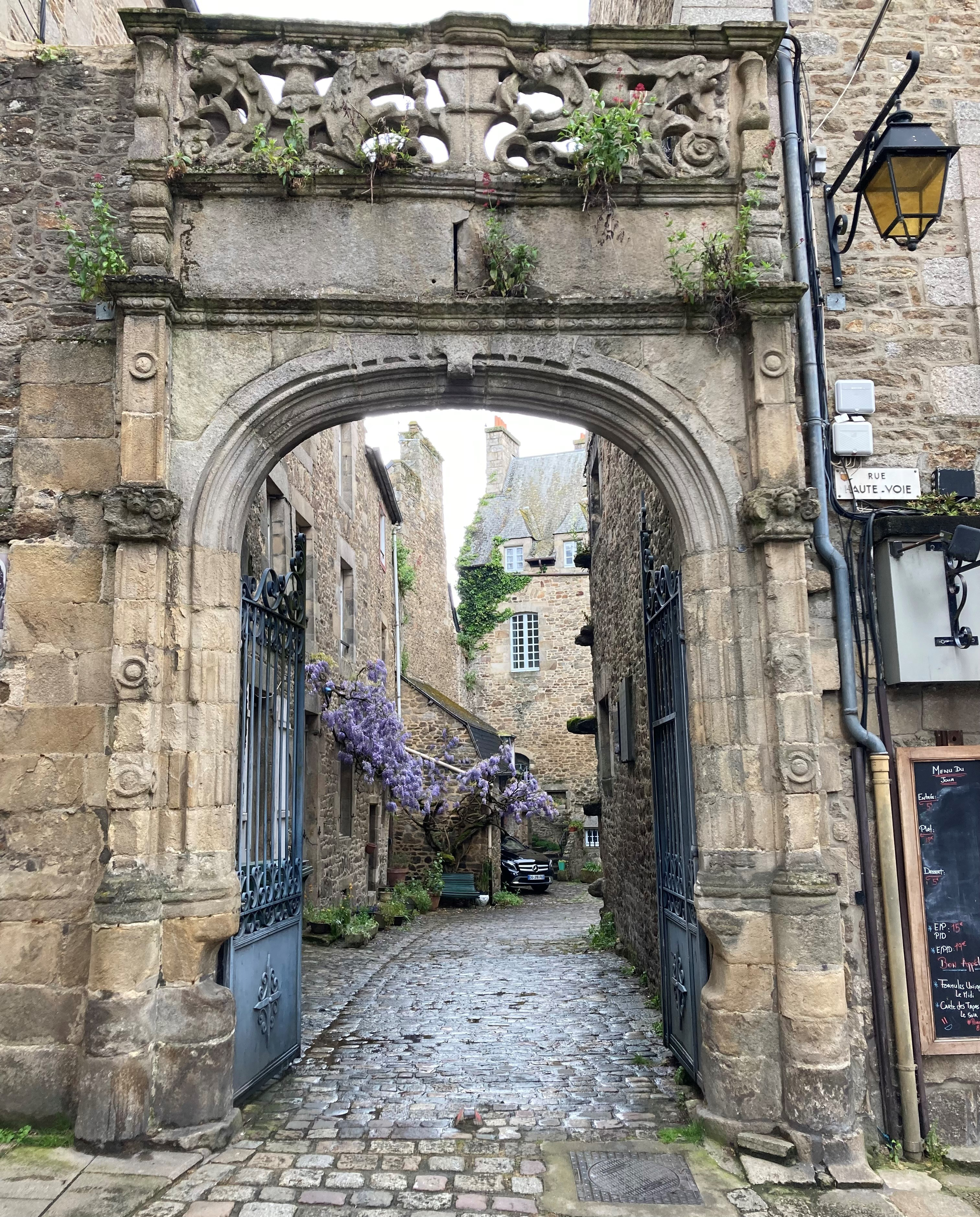

## Népesség
A település népességének változása:
| Lakosok száma | 14 861 | 14 166 | 14 281 | 14 407 | 14 682 | 14 675 | 14 966 |
|               | 2016   | 2017   | 2018   | 2019   | 2020   | 2021   | 2022   |